# Élections législatives de 1993 dans les Deux-Sèvres
Les élections législatives françaises de 1993 se déroulent les 21 et 28 mars 1993. Dans le département des Deux-Sèvres, quatre députés sont à élire dans le cadre de quatre circonscriptions.

## Élus
| Circonscription                                  | Député sortant                                  | Parti | Parti         | Député élu ou réélu | Parti | Parti     |
| ------------------------------------------------ | ----------------------------------------------- | ----- | ------------- | ------------------- | ----- | --------- |
| 1re                                              | André Clert*                                    |       | PS            | Jacques Brossard    |       | UDF (PR)  |
| 2e                                               | Jean-Pierre Marché* suppléant de Ségolène Royal |       | PS            | Ségolène Royal      |       | PS        |
| 3e                                               | Jean de Gaulle*                                 |       | RPR           | Jean-Marie Morisset |       | UDF (CDS) |
| 4e                                               | Albert Brochard*                                |       | Divers droite | Dominique Paillé    |       | UDF (CDS) |
| * député sortant ne se représentant pas en 1993. |                                                 |       |               |                     |       |           |

## Positionnement des partis
Les candidats d'alliance RPR-UDF et divers droite se présentent sous la bannière de l'Union pour la France et ceux du Parti socialiste derrière l'Alliance des Français pour le Progrès. Par ailleurs, Les Verts et Génération écologie s'unissent sous l'étiquette Entente des écologistes.

## Résultats

### Résultats à l'échelle du département
| Parti          | Parti                                 | Premier tour | Premier tour | Second tour | Second tour | Sièges |
| Parti          | Parti                                 | Voix         | %            | Voix        | %           | Sièges |
| -------------- | ------------------------------------- | ------------ | ------------ | ----------- | ----------- | ------ |
|                | Union pour la démocratie française    | 76 717       | 43,86        | 71 299      | 63,04       | 3      |
|                | Rassemblement pour la République      | 14 364       | 8,21         |             |             | 0      |
|                | Divers droite                         | 896          | 0,51         | 0           |             |        |
|                | Union pour la France                  | 91 977       | 52,58        | 71 299      | 63,04       | 3      |
|                |                                       |              |              |             |             |        |
|                | Parti socialiste                      | 44 995       | 25,72        | 41 808      | 36,96       | 1      |
|                | Alliance des Français pour le progrès | 44 995       | 25,72        | 41 808      | 36,96       | 1      |
|                |                                       |              |              |             |             |        |
|                | Les Verts                             | 10 036       | 5,74         |             |             | 0      |
|                | Génération écologie                   | 3 598        | 2,06         | 0           |             |        |
|                | Entente des écologistes               | 13 634       | 7,80         |             |             | 0      |
|                |                                       |              |              |             |             |        |
|                | Front national                        | 10 989       | 6,28         |             |             | 0      |
|                | Parti communiste français             | 6 725        | 3,84         | 0           |             |        |
|                | Divers écologiste dont LT-LNÉ         | 5 503        | 3,15         | 0           |             |        |
|                | Extrême gauche dont PT                | 1 098        | 0,63         | 0           |             |        |
|                |                                       |              |              |             |             |        |
| Inscrits       | Inscrits                              | 256 889      | 100,00       | 195 447     | 100,00      | 4      |
| Abstentions    | Abstentions                           | 69 794       | 27,17        | 69 912      | 35,77       |        |
| Votants        | Votants                               | 187 095      | 72,83        | 125 535     | 64,23       |        |
| Blancs et nuls | Blancs et nuls                        | 12 174       | 6,51         | 12 428      | 9,9         |        |
| Exprimés       | Exprimés                              | 174 921      | 93,49        | 113 107     | 90,1        |        |

### Résultats par circonscription

#### Première circonscription (Niort)
| Candidat       | Candidat               | Parti          | Premier tour | Premier tour | Second tour | Second tour |  |
| Candidat       | Candidat               | Parti          | Voix         | %            | Voix        | %           |  |
| -------------- | ---------------------- | -------------- | ------------ | ------------ | ----------- | ----------- |  |
|                | Jacques Brossard élu   | UDF (PR)       | 17 442       | 39,64        | 23 796      | 55,67       |  |
|                | Bernard Bellec         | PS (ADFP)      | 10 010       | 17,17        | 15 371      | 44,33       |  |
|                | Catherine Ducornetz    | GÉ (EÉ)        | 3 598        | 9,37         |             |             |  |
|                | Jean-Romée Charbonneau | FN             | 2 096        | 5,46         |             |             |  |
|                | Paul Samoyau           | PCF            | 1 980        | 5,16         |             |             |  |
|                | Jacques Laroche        | UGE            | 1 267        | 3,30         |             |             |  |
|                | Jean Sicot             | PT             | 1 098        | 2,86         |             |             |  |
|                | Yves Loubières         | LT-LNÉ         | 898          | 2,34         |             |             |  |
|                |                        |                |              |              |             |             |  |
| Inscrits       | Inscrits               | Inscrits       | 59 340       | 100,00       | 59 344      | 100,00      |  |
| Abstentions    | Abstentions            | Abstentions    | 18 614       | 31,37        | 17 811      | 30,01       |  |
| Votants        | Votants                | Votants        | 40 726       | 68,63        | 41 533      | 69,99       |  |
| Blancs et nuls | Blancs et nuls         | Blancs et nuls | 2 337        | 5,74         | 2 366       | 5,7         |  |
| Exprimés       | Exprimés               | Exprimés       | 38 389       | 94,26        | 39 167      | 94,3        |  |

#### Deuxième circonscription (Melle)
| Candidat       | Candidat            | Parti          | Premier tour | Premier tour | Second tour | Second tour |  |
| Candidat       | Candidat            | Parti          | Voix         | %            | Voix        | %           |  |
| -------------- | ------------------- | -------------- | ------------ | ------------ | ----------- | ----------- |  |
|                | Ségolène Royal élue | PS (ADFP)      | 19 923       | 42,41        | 26 437      | 53,44       |  |
|                | Léopold Moreau      | UDF (PR)       | 17 829       | 37,95        | 23 029      | 46,56       |  |
|                | Guy Gaubert         | FN             | 2 745        | 5,84         |             |             |  |
|                | André Pacher        | Les Verts (EÉ) | 2 617        | 5,57         |             |             |  |
|                | Max Rouvreau        | PCF            | 1 980        | 5,16         |             |             |  |
|                | Véronique Piart     | Divers droite  | 896          | 1,91         |             |             |  |
|                | Nathalie Billon     | LT-LNÉ         | 876          | 1,86         |             |             |  |
|                |                     |                |              |              |             |             |  |
| Inscrits       | Inscrits            | Inscrits       | 68 306       | 100,00       | 68 306      | 100,00      |  |
| Abstentions    | Abstentions         | Abstentions    | 18 331       | 26,84        | 16 832      | 24,64       |  |
| Votants        | Votants             | Votants        | 49 975       | 73,16        | 51 474      | 75,36       |  |
| Blancs et nuls | Blancs et nuls      | Blancs et nuls | 2 996        | 5,99         | 2 008       | 3,9         |  |
| Exprimés       | Exprimés            | Exprimés       | 46 979       | 94,01        | 49 466      | 96,1        |  |

#### Troisième circonscription (Parthenay)
|                | Jean-Marie Morisset élu | UDF (CDS)      | 23 378 | 56,37  |  |  |  |
|                | Gérard Boutet           | PS (ADFP)      | 8 656  | 20,87  |  |  |  |
|                | Catherine Ducornetz     | Les Verts (EÉ) | 3 663  | 8,83   |  |  |  |
|                | Philippe Maurin         | FN             | 3 077  | 7,42   |  |  |  |
|                | Daniel Fasanino         | PCF            | 1 418  | 3,42   |  |  |  |
|                | Renée Houset            | LT-LNÉ         | 1 280  | 3,09   |  |  |  |
|                |                         |                |        |        |  |  |  |
| Inscrits       | Inscrits                | Inscrits       | 61 444 | 100,00 |  |  |  |
| Abstentions    | Abstentions             | Abstentions    | 16 098 | 26,2   |  |  |  |
| Votants        | Votants                 | Votants        | 45 346 | 73,8   |  |  |  |
| Blancs et nuls | Blancs et nuls          | Blancs et nuls | 3 874  | 8,54   |  |  |  |
| Exprimés       | Exprimés                | Exprimés       | 41 472 | 91,46  |  |  |  |

#### Quatrième circonscription (Thouars - Bressuire)
| Candidat       | Candidat              | Parti          | Premier tour | Premier tour | Second tour | Second tour |  |
| Candidat       | Candidat              | Parti          | Voix         | %            | Voix        | %           |  |
| -------------- | --------------------- | -------------- | ------------ | ------------ | ----------- | ----------- |  |
|                | Dominique Paillé élu  | UDF (CDS)      | 18 068       | 37,58        | 24 474      | 100,00      |  |
|                | Armelle Guinebertière | RPR            | 14 364       | 29,87        | Retrait     | Retrait     |  |
|                | André Beville         | PS (ADFP)      | 6 406        | 13,32        |             |             |  |
|                | Cyrille Pouclet       | Les Verts (EÉ) | 3 756        | 7,81         |             |             |  |
|                | Éric Routier          | FN             | 3 071        | 6,39         |             |             |  |
|                | Jean-Pierre Gelot     | PCF            | 1 234        | 2,57         |             |             |  |
|                | Annie Ritter          | LT-LNÉ         | 1 182        | 2,46         |             |             |  |
|                |                       |                |              |              |             |             |  |
| Inscrits       | Inscrits              | Inscrits       | 67 799       | 100,00       | 67 797      | 100,00      |  |
| Abstentions    | Abstentions           | Abstentions    | 16 751       | 24,71        | 35 269      | 52,02       |  |
| Votants        | Votants               | Votants        | 51 048       | 75,29        | 32 528      | 47,98       |  |
| Blancs et nuls | Blancs et nuls        | Blancs et nuls | 2 967        | 5,81         | 8 054       | 24,76       |  |
| Exprimés       | Exprimés              | Exprimés       | 48 081       | 94,19        | 24 474      | 75,24       |  |